# MAPK7
MAPK7 («митоген-активируемая белковая киназа 7»; англ. mitogen-activated protein kinase 7; ERK5) — цитозольная серин/треониновая протеинкиназа, семейства MAPK группы ERK, продукт гена MAPK7.

## Структура
MAPK7 состоит из 816 аминокислот, молекулярная масса 88,4 кДа. Описано 4 изоформы белка, предполагается существование ещё 5 изоформ.

## Функция
MAPK7, или ERK5, — фермент семейства MAPK из группы киназ, регулируемых внеклеточными сигналами (ERK). Киназа отвечает на разнообразные внешние сигналы и вовлечёна во множество клеточных процессов, таких как пролиферация, клеточная дифференцировка, регуляция клеточного цикла. Активация MAPK7 требует её фосфорилирования киназой MAP2K5/MEK5. После активации MAPK7 транслоцируется в клеточное ядро, где активирует факторы транскрипции. Известны 4 изоформы белка.
MAPK7 играет критическую роль в развитии сердечно-сосудистой системы и функционировании эндотелиальных клеток.

## Взаимодействия
ERK5/MAPK7 взаимодействует со следующими белками:
- C-Raf,[11]
- Коннексин 43[12]
- MAP2K5,[6]
- MEF2C,[13]
- MEF2D,[13]
- PTPRR,[14]
- SGK,[15],
- YWHAB.[16].